# El bany turc
El bany turc és una pintura de Jean Auguste Dominique Ingres de l'any 1862 que forma part de la col·lecció del Museu del Louvre. Representa un grup de dones al bany d'un harem.
Ingres va acabar l'obra als 82 anys. A la pintura està escrit AETATIS LXXXII. Per realitzar l'obra, no va necessitar models, però va utilitzar els nombroses esbossos i pintures que havia fet durant la seva carrera. S'hi observen les figures de les seves Baigneuses i Odalisques. La figura més coneguda utilitzada en aquesta pintura és La Banyista de Valpinçon que forma l'element central de la composició. La primera versió de la pintura era quadrada, però més tard Ingres la va fer rodona.